# Vision (singel)
Vision – pierwszy i jedyny wspólny, instrumentalny singel producenta Noona i DJ-a Twistera. Ukazał się 29 kwietnia 2002 nakładem wytwórni Teeto Records. Singel nie promuje żadnego albumu.

## Lista utworów
Opracowano na podstawie źródła.
| # | Tytuł                   | Producent | Sample                        | Czas |
| - | ----------------------- | --------- | ----------------------------- | ---- |
| 1 | "Vision"                | Noon      | Charley Pride – "Missin' You" | 3:26 |
| 2 | "Revision (Oreu Remix)" | Oreu      | Charley Pride – "Missin' You" | 5:09 |
| 3 | "Bonus Breakz"          | Noon      |                               | 2:40 |

## Twórcy
- Noon – muzyka
- DJ Twister – turntablizm
- Oreu – muzyka